# Brandon Soo Hoo
Brandon Soo Hoo, född 2 november 1995 i Pasadena, Kalifornien, är en amerikansk skådespelare.
Hoo har bland annat medverkat i TV-serien Mech Cadets. Han har även medverkat i filmerna Tigerns lärling och Ender's Game.

## Filmografi (i urval)
- 2008 – Tropic Thunder
- 2013 – Ender's Game
- 2023 – Mech Cadets (TV-serie)
- 2024 – Tigerns lärling